# Hochtief
Die Hochtief Aktiengesellschaft (Eigenschreibweise: HOCHTIEF) ist ein deutsches Bauunternehmen mit Standorten in Nordamerika, Australien und Europa. Das Unternehmen mit Sitz in Essen ist vor allem in den Bereichen Hightech, Energiewende und nachhaltige Infrastruktur aktiv. Mit einem Auslandsanteil am Gesamtumsatz von 95 % zählte das Unternehmen 2023 zu den größten international ausgerichteten Baukonzernen.
In Australien ist der Konzern mit der Tochtergesellschaft (seit 2022: 100 %) Cimic Marktführer. In den USA ist Hochtief über die 100 %-Tochter Turner führend im gewerblichen Hochbau und zählt mit der US-Tochter Flatiron zu den wichtigsten Anbietern im Verkehrswegebau.

## Aktionärsstruktur
(Stand: Juni 2024):
- Grupo ACS – 75,71 %
- Streubesitz – 21,07 %
- Eigene Aktien – 3,21 %

## Produkte und Dienstleistungen
Hochtief setzt internationale Infrastrukturprojekte um, teilweise auch auf Basis von Konzessionsmodellen und Public Private Partnerships.
Die Kernkompetenz des Unternehmens ist der Hoch- und Tiefbau (Gebäude, Brücken, Tunnel etc.). Neben der Bauausführung ist Hochtief auch in der Planung und in einzelnen Fällen auch als Co-Investor beteiligt. Zudem ist Hochtief in der Errichtung sowie dem Betrieb von Anlagen der Umwelttechnik tätig sowie im Ausbau der digitalen Infrastruktur.
Die Unternehmensgruppe plant und errichtet außerdem Minen und erbringt Dienstleistungen in weiteren Bereichen, die beispielsweise die Organisation und die Beratung bezüglich Immobilien und Infrastruktureinrichtungen umfassen.

### Urbane und soziale Infrastruktur
Das Unternehmen entwickelt und baut Quartiere und Stadtteile, die Wohnimmobilien und Pflegeimmobilien mit Geschäften, Büros und Freizeiteinrichtungen beinhalten. Hochtief erbaut weiterhin reine Büroimmobilien, Gewerbe- und Industrieimmobilien, Veranstaltungsimmobilien, Einkaufszentren und Hotels. Im Bereich der sozialen Infrastruktur baut und betreibt das Unternehmen in öffentlich-privaten Partnerschaftsprogrammen Verwaltungsgebäude, Schulen, Universitäten, Kasernen, Museen und Rathäuser in Europa, Kanada, den USA, Australien und Asien.

### Energieinfrastruktur und digitale Infrastruktur
Hochtief engagiert sich im Bereich der regenerativen Energien: Als Baukonzern und Infrastrukturanbieter bietet das Unternehmen Leistungen von der Erzeugung über die Verteilung bis hin zur Nutzung von Energie. Dazu gehören Bauprojekte wie Anlagen für erneuerbare Energien, Batteriefabriken, Stromübertragungsleitungen und Energiespeichersysteme. Auch Technologieprojekte für die digitale Infrastruktur setzt Hochtief um, darunter Rechenzentren, Telekommunikationsnetze und Halbleiterproduktionsanlagen.
Daneben ist der Infrastrukturkonzern im Tunnel- und Kraftwerksbau tätig. Hochtief ist im Bereich der Energieinfrastruktur beispielsweise durch Flatiron in den USA und Kanada, CPB Contractors in Australien, Leighton Asia in Hongkong und Südostasien sowie Hochtief Infrastructure in Deutschland tätig.

### Verkehrsinfrastruktur
Im Bereich der Verkehrsinfrastruktur baut das Unternehmen Brücken, Schienenwege und Bahnhöfe, Flughäfen und Häfen, Straßen, Tunnel und Autobahnen im In- und Ausland, teilweise im Rahmen von Konzessionsmodellen wie öffentlich-privaten Partnerschaften.
Hochtief ist zu 20 % an dem international tätigen Mautstraßenbetreiber Abertis beteiligt, der insgesamt rund 8000 Mautstraßenkilometer in mehreren Ländern besitzt.

### Minengeschäft
Hochtief ist über CIMIC an Theiss, dem größten Contract-Miner der Welt, beteiligt und im Minengeschäft tätig. Contract-Mining ist die Übernahme und Ausführung von Arbeiten an einer Mine im Auftrag der Minenbesitzer. Dies kann die Planung und Einrichtung der Mine, den Abbau und Transport von Rohstoffen, den Betrieb der Mine inklusive technischer Leistungen an Geräten, den Bau notwendiger Verkehrswege sowie den abschließenden Rückbau und die Renaturierung umfassen. Im Oktober 2020 veräußerte Cimic 50 % ihres Anteils an der Bergbautochter Thiess an die Fondsgesellschaft Elliot; im April 2024 stockte Cimic die Anteile wieder auf 60 % auf.

### Weitere Dienstleistungen
Über CIMIC unterhält der Konzern die Tochtergesellschaft UGL, die Industriedienstleistungen in den Bereichen Energie, Rohstoffe und Transport sowie weitere Dienstleistungen erbringt. Die Geschäftsbereiche umfassen beispielsweise Projektmanagement, Wartung und Betrieb von Projekten der Stromerzeugung.

## Geschichte

### Gründung und Aufstieg

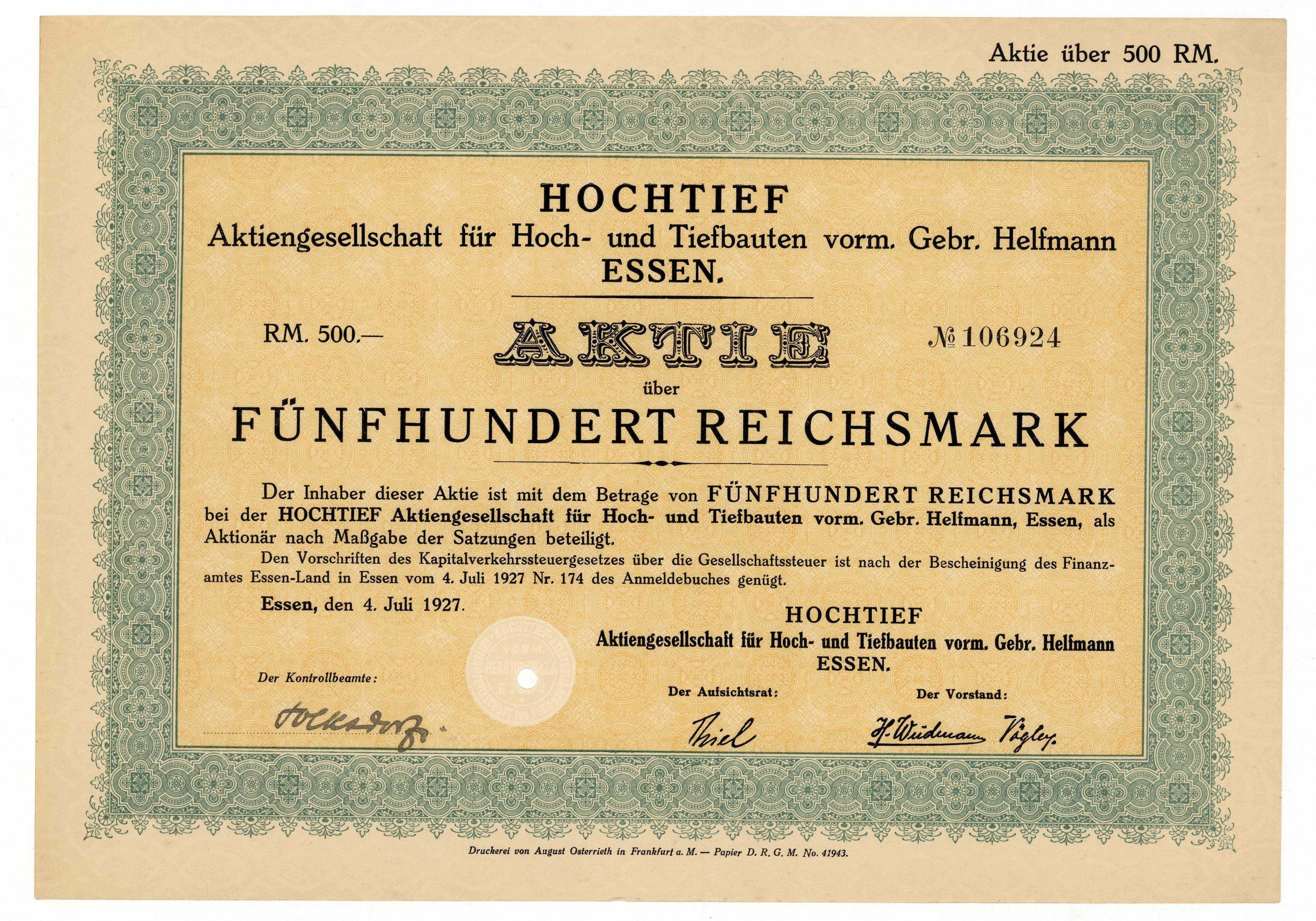
Aktie über 500 RM der Hochtief AG für Hoch- und Tiefbauten, vorm. Gebr. Helfmann vom 4. Juli 1927

1873 gründeten die aus Kelsterbach stammenden Brüder Philipp Helfmann (Maurer) und Balthasar Helfmann (Schlosser) in Frankfurt am Main das Unternehmen Gebrüder Helfmann. 1878 erhielten die Gebrüder Helfmann ihren ersten Großauftrag, den Bau der Universität Gießen. Nach dem Tod von Balthasar wandelte Philipp Helfmann das Unternehmen 1896 vor dem Inkrafttreten des Börsengesetzes in die Aktiengesellschaft für Hoch- und Tiefbauten um.
1922 wurde der Unternehmenssitz nach Essen verlegt. Hintergrund dieser Änderung war ein Vertrag vom 10. Februar 1921 mit Hugo Stinnes. Stinnes beteiligte sich an Hochtief und verpflichtet sich im Gegenzug, Baumaßnahmen des Stinnes-Konzerns nur über Hochtief ausführen zu lassen. Ab 1923 firmierte das Unternehmen als Hochtief Aktiengesellschaft für Hoch- und Tiefbauten vorm. Gebrüder Helfmann. Nach Stinnes’ Tod am 10. April 1924 und dem Zerfall des Stinnes-Konzerns (aufgrund der Inflation wurde das Aktienkapital im Zeitraum 1920 bis 1923 von 3 Mio. auf 83 Mio. Mark erhöht) geriet auch Hochtief in Zahlungsschwierigkeiten. Hierbei hatte auch die Hyperinflation negative Auswirkungen auf die Baukonjunktur. Die Hochtief-Aktien des Stinneskonzerns wurden von RWE und AEG übernommen, wobei das Gesellschaftskapital beider Unternehmen an Hochtief bis Endes des Zweiten Weltkriegs gleich blieb.

### Hochtief in der Zeit des Nationalsozialismus
Die Strukturen des Nationalsozialismus beeinflussten ab 1933 auch die Geschäftstätigkeit von Hochtief. Der Vorstandsvorsitzende Eugen Vögler trat 1937 in die NSDAP ein und war als Führer der Wirtschaftsgruppe Bau und Ehrenbannführer der Hitlerjugend tätig. Der Konzern selbst entließ bis 1935 alle Juden im Aufsichtsrat oder an anderen verantwortlichen Stellen.
Als Bauunternehmen profitierte Hochtief von der Wirtschaftserholung und umfangreichen Bauaufträgen des Staates. Hierzu zählten zunächst zivile Objekte wie der Ausbau der Reichsautobahnen, die Kongresshalle Nürnberg und das Deutsche Stadion auf dem Reichsparteitagsgelände in Nürnberg. Ab 1937 wirkte Hochtief unter Leitung der Organisation Todt an der Errichtung des Westwalls mit und beteiligte sich in den folgenden Jahren am Bau des Führerbunkers und wesentlicher Militäreinrichtungen. Ab 1939/1940 beschäftigte Hochtief auf den Baustellen in zunehmendem Maße Zwangsarbeiter.
Seine Unternehmensgeschichte während der Zeit des Nationalsozialismus hat der Konzern nach eigener Aussage selbstkritisch erforscht und im Jahr 2000 in einem Buch veröffentlicht.

### Wiederaufbau und neuere Geschichte

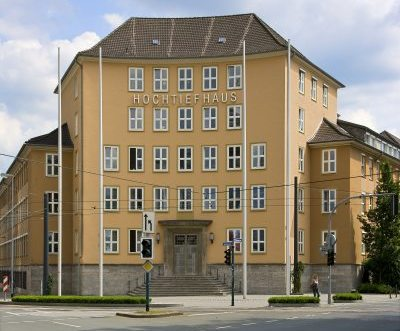
Historischer Eingang der ehemaligen Unternehmenszentrale (Hochtiefhaus)

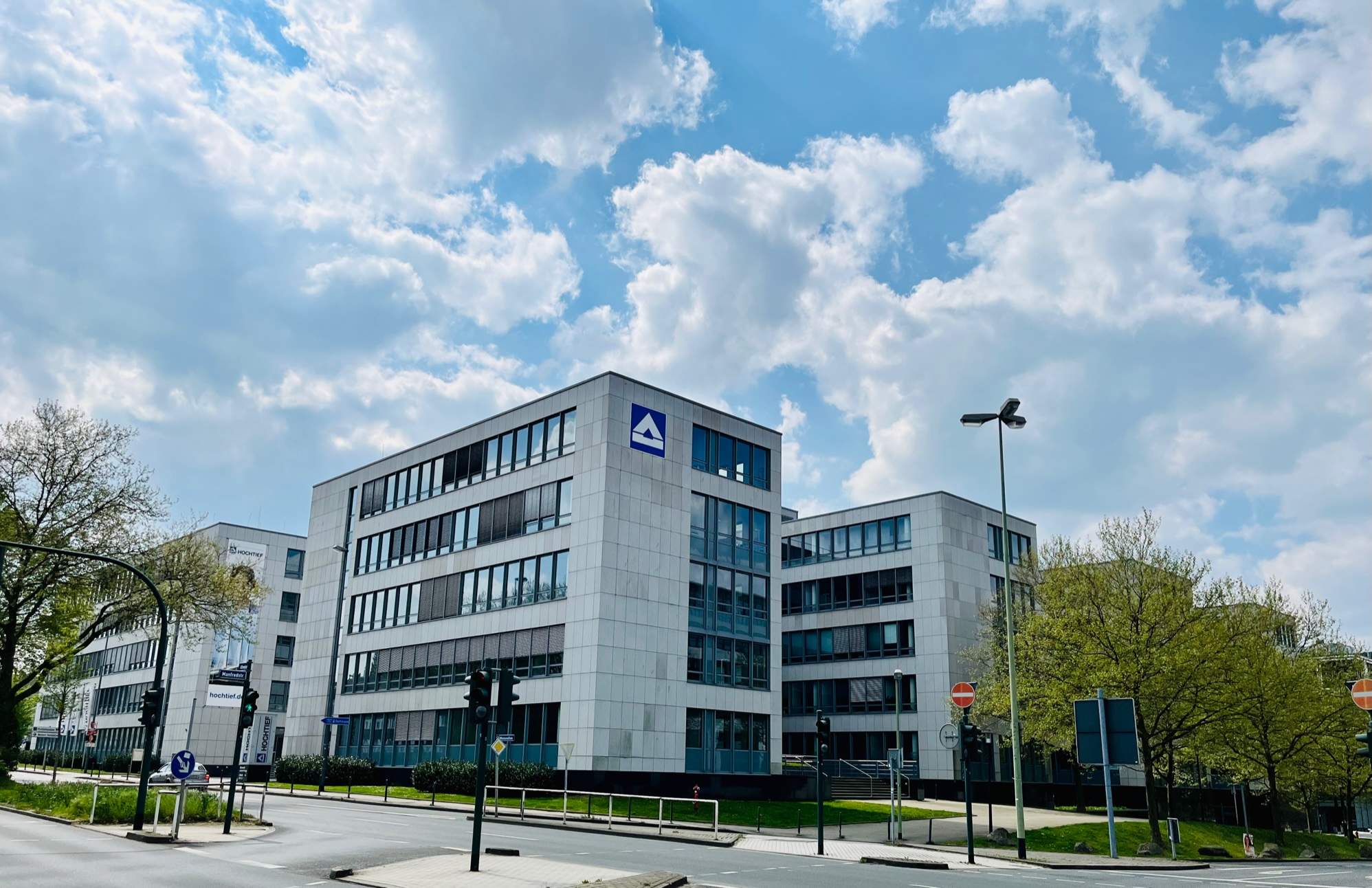
Sitz des Konzerns in Essen

#### 1945–1966
Nach dem Zusammenbruch 1945 hatte Hochtief neben dem Auslandsgeschäft auch die ostdeutschen Niederlassungen verloren. Unter der Leitung des neuen Vorstandsvorsitzenden Artur Konrad wurde die Arbeit fortgesetzt. Das Wirtschaftswunder begann mit dem Wiederaufbau Deutschlands, von dem die Bauindustrie aufgrund der starken Zerstörungen besonders profitierte. Nach der Währungsreform 1948 begannen für Hochtief die „Wirtschaftswunderjahre“. Bereits Anfang der 1950er Jahre begann auch der Wiederaufbau des Auslandsgeschäftes.
Zu den ersten Auslandsaufträgen nach dem Zweiten Weltkrieg gehörten eine Reihe von Energieinfrastruktur-Bauwerken in der Türkei sowie Brücken und Hüttenwerke in Ägypten. 1951/1952 baute Hochtief als erstes Auslandsprojekt nach dem Zweiten Weltkrieg die Nilbrücke Mansourah in Ägypten. 1952 begann der Bau der Wasserkraftanlage Sariyar, 1953 der der Kraftzentrale Izmir. 1954 beteiligte sich Hochtief an einer Gesellschaft für Hafenbau in Kandla, Indien.
Große internationale Bekanntheit erlangte das Unternehmen durch die Versetzung des Felsentempels von Abu Simbel (November 1963 bis September 1968, Planung Walter Jurecka, vormals Leiter der Auslandsabteilung und zu der Zeit von der TU Wien beurlaubt) und des Mandulis-Tempels von Kalabscha (1961 bis 1963). Diese UNESCO-Weltkulturerbe mussten wegen der Errichtung des Assuan-Staudamms versetzt werden.

#### 1967–1989

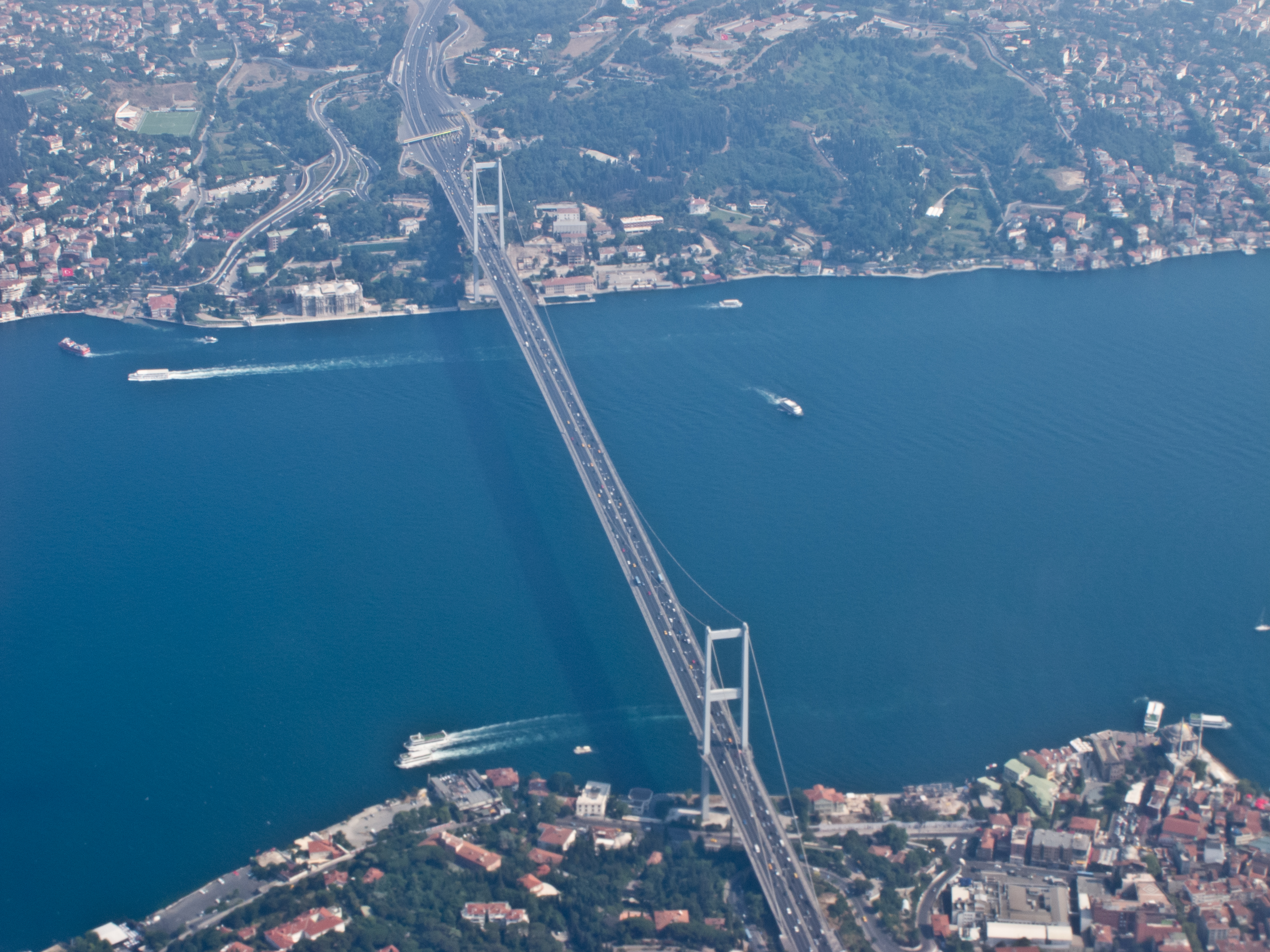
Bosporus-Brücke in Istanbul

Der Schwerpunkt der Unternehmenstätigkeit verlagerte sich ab 1967 weg von reinen Baudienstleistungen hin zum Schlüsselfertigbau und Dienstleistungen, wie beispielsweise beim Hilton Hotel in Athen. 1967 wurde Hochtief zudem erstmals als Konzern benannt, der die damaligen Beteiligungsgesellschaften Deutsche Bau- und Siedlungs-Gesellschaft mbH, Walter Koppenburg KG, die Fertigteilbau Regensburg GmbH, die Gesellschaft zur Vermittlung von Bauversicherungen mbH sowie die Heinrich Brückner OHG und die Süddeutsche Wohnungsbau GmbH umfasste.
Das Auslandsgeschäft umfasste bis Mitte der 1970er Jahre nur einen kleinen Teil des Geschäftsfeldes. Die meisten Aufträge kamen zu dieser Zeit, bedingt durch den wirtschaftlichen Aufschwung, aus dem Inland. Hierbei lag einer der Schwerpunkte des Unternehmens im Kraftwerksbau. Dazu gehörte der Bau des Kernkraftwerk Kahl, in der Nähe von Großwelzheim, einem Ortsteil der unterfränkischen Gemeinde Karlstein am Main in Bayern. Das Kernkraftwerk mit Siedewasserreaktor war das erste kommerzielle Kernkraftwerk der Bundesrepublik Deutschland. Das Kernkraftwerk wurde von RWE und Bayernwerk in Auftrag gegeben, erbaut wurde die Anlage durch die Allgemeine Elektricitäts-Gesellschaft (AEG) mit General Electric als Lizenzgeber und als Lieferant für den Siedewasserreaktor. Das Kraftwerk ging am 13. November 1960 in Betrieb und am 17. Juni 1961 wurde erstmals Strom in das öffentliche Stromnetz gespeist. Das Unternehmen setzte gleichwohl auch in den 1960er und 1970er Jahren Verkehrsinfrastrukturprojekte um. Exemplarisch seien hier der Túnel subfluvial Raúl Uranga in Argentinien, der Neue Elbtunnel in Hamburg oder auch die Bosporus-Brücke in Istanbul genannt.
Nach der Ölkrise 1973 profitierte das Unternehmen vom unerwarteten Reichtum der ölexportierenden Länder. Hochtief realisierte den bis dato größten Auftrag seiner Geschichte, den schlüsselfertigen Bau des King Abdulaziz International Airport, den größten Flughafen Saudi-Arabiens in Dschidda. Daraus resultierend trug das Auslandsgeschäft 1980 zum ersten Mal mehr als die Hälfte zur Bauleistung bei, bevor es einbrach. Nur durch die Ausweitung des Inlandsgeschäfts konnte das Unternehmen stabil gehalten werden. Dies zeigt sich auch an den in den 1980er Jahren realisierten Großprojekten.

#### 1990–2007

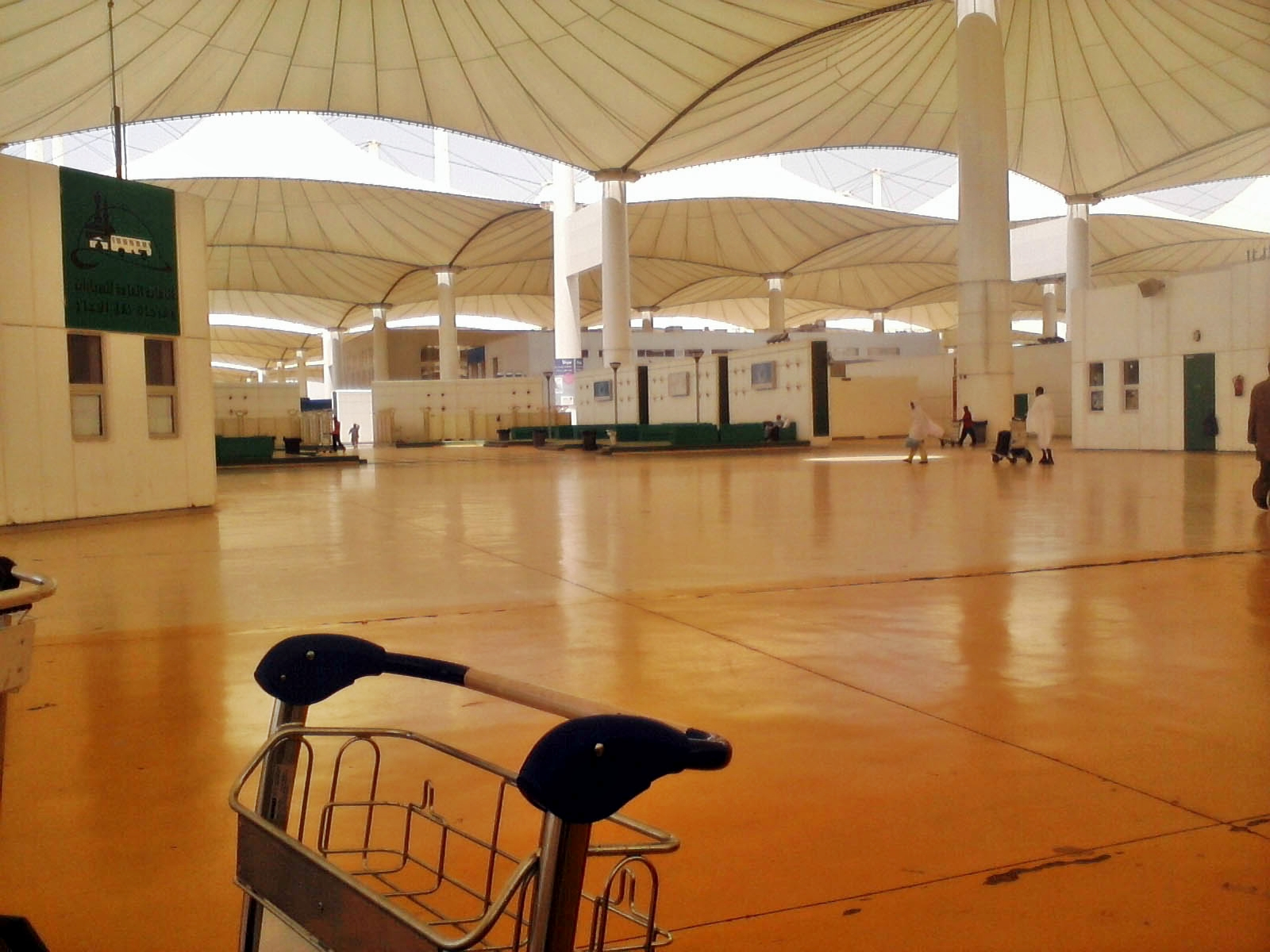
Hajj-Terminal am King Abdulaziz International Airport

Nach der Wiedervereinigung profitierte der Konzern von der Baukonjunktur, wobei ab 1993 durch die nachlassende Konjunktur ein erhöhter Konkurrenzdruck auftrat. Das Unternehmen führte in der damaligen Zeit unter Führung von zunächst Hans-Peter Keitel, ab 2007 Herbert Lütkestratkötter, eine Neustrukturierung durch. Bauen blieb weiterhin das Kerngeschäft, wobei zusätzlich als Baudienstleister die Planung, Finanzierung sowie der Betrieb von Gebäuden übernommen wurden. Entsprechende Zukäufe erfolgten. Um die neuen Geschäftsfelder zu bedienen, gründete Hochtief neue Gesellschaften:
- 1991 – Hochtief Projektentwicklung GmbH (Immobiliengeschäft)[51]
- 1996 – Hochtief Facility Management GmbH[52]
- 1996 – Hochtief Airport GmbH[53]
- 2001 – Hochtief Construction AG[54]

Darüber hinaus expandierte das Unternehmen durch internationale Zukäufe:
- 2000 – Turner Corporation, USA (100 %)[55]
- 2001 – Leighton Holdings, Australien[56]

2004 wandelte sich Hochtief von der Tochter- zur Publikumsgesellschaft: Hochtief erhielt durch den Verkauf der Anteile des Mehrheitsaktionärs RWE eine neue internationale Aktionärsstruktur. Der Streubesitz lag 2005 bei rund 80 %. Durch Zukauf der Dienstleistungsgesellschaften Siemens Gebäudemanagement und Lufthansa Gebäudemanagement vergrößerte sich das Tochterunternehmen Hochtief Facility Management 2004 von 800 Mitarbeiter auf ca. 4500 Mitarbeiter. 2007 wurde das Tiefbauunternehmen Flatiron, ein führender Anbieter für Infrastrukturprojekte in den USA, erworben. Auch in der Golfregion ist Hochtief über die Habtoor Leighton Group, eine Beteiligung von Leighton, vertreten.

### Verlust der Unabhängigkeit
2005 erwarb August von Finck mit seiner Custodia Holding eine Beteiligung an dem Unternehmen, wobei diese 2006 auf 25,08 % erhöht wurde. Im März 2007 übernahm der spanische Baukonzern Actividades de Construcción y Servicios (ACS) die Anteile der Custodia für 72 Euro pro Aktie. Die Transaktion hatte damit ein Volumen von über 1,26 Milliarden Euro. In der Folge erwarb ACS weitere Aktien und hielt bis September 2010 einen Anteil von 29,9 %; am 16. September 2010 kündigte ACS ein öffentliches Übernahmeangebot für die restlichen Aktien in Form eines Tauschangebots zu acht ACS-Aktien für fünf Hochtief-Aktien an. Am 29. November wurde die Übernahme von Hochtief durch ACS von der BaFin genehmigt. Im Dezember zeichnete die Qatar Holding des Emirats Katar eine reservierte Kapitalerhöhung und erhielt somit knapp 9,1 % der Anteile. Nachdem das Angebot auf neun ACS-Aktien für fünf Hochtief-Aktien aufgebessert wurde, gab ACS im Januar 2011 nach Abschluss des Übernahmeangebots schließlich bekannt, über 30 % der Aktien von Hochtief zu halten. Im Juni 2011 hielt ACS summiert knapp über 50 % der Anteile an Hochtief, da von Hochtief selbst gehaltene Aktien stimmrechtlich ACS zugerechnet wurden.
Im April 2011 kündigte der Vorstandsvorsitzende Lütkestratkötter seinen Rücktritt zum Ende der Hauptversammlung am 12. Mai 2011 an. Nachfolger wurde zunächst Hochtief-Vorstand Frank Stieler. Stieler richtete die Strategie des Unternehmens unter anderem auf die Umsetzung von Energie- und Verkehrsinfrastruktur aus. Diese Bereiche wurden 2013 neben dem klassischen Hochbau als Kerngeschäft definiert. Im November 2012 trat Stieler mit sofortiger Wirkung zurück; Nachfolger wurde der bisherige als Chief Operating Officer von ACS entsandte Marcelino Fernández Verdes. Des Weiteren legte der Aufsichtsratsvorsitzende Manfred Wennemer sein Amt zum 31. Dezember 2012 nieder. Nachfolger wurde das bisherige Aufsichtsratsmitglied Thomas Eichelmann.

### Umstrukturierung und Neuausrichtung
Ende Februar 2013 gab der nun unter spanischer Führung stehende Konzern bekannt, dass Hochtief sich künftig auf die Kernkompetenz Bauen konzentrieren werde, insbesondere auf den Bau großer Infrastrukturprojekte. Nicht mehr zum Kerngeschäft zählende Geschäftsfelder würden verkauft, wobei Hochtief sich zukünftig auf die Errichtung von Verkehrs- und Energieinfrastruktur sowie sozialer/urbaner Infrastruktur und das Minengeschäft ausrichtete. Als Folge dieser Entscheidung gab Hochtief Anfang Mai 2013 den Verkauf der Tochter Hochtief Airport an den kanadischen Infrastrukturinvestor PSP Investments für circa 1,1 Mrd. Euro und Anfang Juni 2013 den Verkauf der Sparte Service Solutions, in der die Facility- und Energy-Management-Aktivitäten der Gesellschaft gebündelt waren, an das französische Unternehmen Spie bekannt. Gleichzeitig begann Hochtief ab 2013 mit einer tiefgreifenden Umstrukturierung seiner defizitären europäischen Aktivitäten: Der Konzern gliederte das bisher in einer Einheit gebündelte Baugeschäft in vier weitgehend eigenverantwortliche Gesellschaften aus und baute bis zu 1000 Arbeitsplätze – vornehmlich in Deutschland – ab.
Im Februar 2014 wurde die Beteiligung (50 %) am Immobilienunternehmen aurelis Real Estate, einer früheren Tochter der Deutschen Bahn, an ein Investorenkonsortium unter Führung des Private-Equity-Unternehmens Grove veräußert. Weitere Verkäufe kleinerer Geschäftseinheiten folgten. Das Offshore-Geschäft von Hochtief wurde im Mai 2015 an GeoSea, ein Tochterunternehmen der DEME-Gruppe, verkauft. Im asiatisch-pazifischen Raum verstärkte Hochtief hingegen seine Geschäftstätigkeit: Der Anteil an der börsennotierten australischen Bautochter Leighton Holdings Limited, der bisher bei etwa 58 % gelegen hatte, wurde 2014 auf 69,62 % erhöht.
Im Zuge der Umstrukturierung folgte im April 2015 eine Umbenennung der Gesellschaft von Leighton Holdings in Cimic Group. Seit Juni 2018 hält Hochtief 20 Prozent der Anteile an Abertis. Abertis besitzt direkt 99,1 % des Mautstraßenbetreibers Abertis Infraestructuras. Im Geschäftsjahr 2023 leistete Abertis einen Ergebnisbetrag in Höhe von 79,5 Mio. Euro.

### Entwicklungen ab den 2020er-Jahren
Im Jahr 2022 begann Juan Santamaría Cases als Nachfolger des Vorstandsvorsitzenden Marcelino Fernández Verdes seine Tätigkeit für den Konzern. Ein Jahr später feierte Hochtief sein Jubiläum zum 150-jährigen Bestehen. 2023 erhielt Hochtief außerdem gemeinsam mit EWE im Rahmen des von der Bundesregierung geförderten Deutschlandnetzes die Förderung für die Errichtung sowie dem Betrieb von Ladepunkten für E-Autos.

## Organisation
Hochtief erwirtschaftete im Geschäftsjahr 2023 einen Umsatzerlös in Höhe von 27,8 Mrd. Euro, wobei der überwiegende Teil der Erlöse über Hochtief Americas erwirtschaftet wurde. Im selben Geschäftsjahr waren 41.575 Mitarbeiter für den Konzern tätig.

### Konzernstruktur
Der Konzern Hochtief unterhält drei operative Divisionen mit Tochtergesellschaften sowie des Weiteren einen Anteil von 20 % an der Abertis HoldCo, S.A:
| Hochtief            | Hochtief    | Hochtief                     | Hochtief |
| ------------------- | ----------- | ---------------------------- | -------- |
| Turner Construction | Cimic Group | Engineering and Construction | Abertis  |

Turner ist ein amerikanisches Unternehmen für Baumanagement. Es ist vor allem an der Umsetzung von Gesundheits- und Bildungseinrichtungen, Flughäfen, Sportstätten und Büroimmobilien beteiligt. Darüber hinaus ist Turner vermehrt im Bau von technischen Einrichtungen tätig, wie Fabriken für Elektrofahrzeuge und Batterierecycling oder auch Rechenzentren, wie für den Internetkonzern Meta. 2023 erreichte Turner den ersten Platz des ENR Top Contractor Rankings.
Cimic ist mit ihren Baudienstleistungen im Asia-Pazifik tätig und errichtet Bauwerke für Sektoren wie Bildung, Gesundheit, Strom und Energie, Verkehr, Tunnelbau und Wasser. Weiterhin ist Cimic im Bereich natürlicher Ressourcen aktiv. Hier verfügt Cimic über Beteiligungen an den Dienstleistern Thiess und Sedgman.
Engineering and Construction fasst die Bauaktivitäten und das PPP-Geschäft in Europa mit der Tiefbaugesellschaft Flatiron in Nordamerika zusammen. In Europa ist Hochtief in Deutschland, Polen, Tschechien, Österreich, Großbritannien, Skandinavien und in den Niederlanden aktiv.
Hochtief hält eine Beteiligung an Abertis, einem Anbieter für Mautstraßen mit etwa 8000 Mautstraßenkilometern in Europa und Südamerika. Das Unternehmen ist vor allem in Frankreich, Spanien, Brasilien, Chile, USA, Mexiko und Puerto Rico aktiv.
Zu den Tochtergesellschaften gehören unter anderem Flatiron, CPB Contractors, Leighton Asia (aktiv in Hongkong und weiteren Ländern Südostasiens) und Hochtief Infrastructure.

## Baumaßnahmen (Auswahl)
Hochtief und seine Tochtergesellschaften sind international an Bauvorhaben beteiligt. Zu den Projekten zählen die Elbphilharmonie in Hamburg, der Gotthard-Basistunnel in der Schweiz, der längste Eisenbahntunnel der Welt, und die Projektplanung des Burj Khalifa in Dubai. Hochtief ist außerdem in der Infrastrukturentwicklung tätig und war an verschiedenen Flughäfen, wie in Frankfurt, Athen oder Warschau, sowie an mehreren Erweiterungen der Deutschen Autobahnen beteiligt. Internationale Bauten an Brücken erfolgten beispielsweise bei der Öresundbrücke und der Bosporus-Brücke.

Schacht 12 der ehemaligen Zeche Zollverein in Essen (Weltkulturerbe der UNESCO)
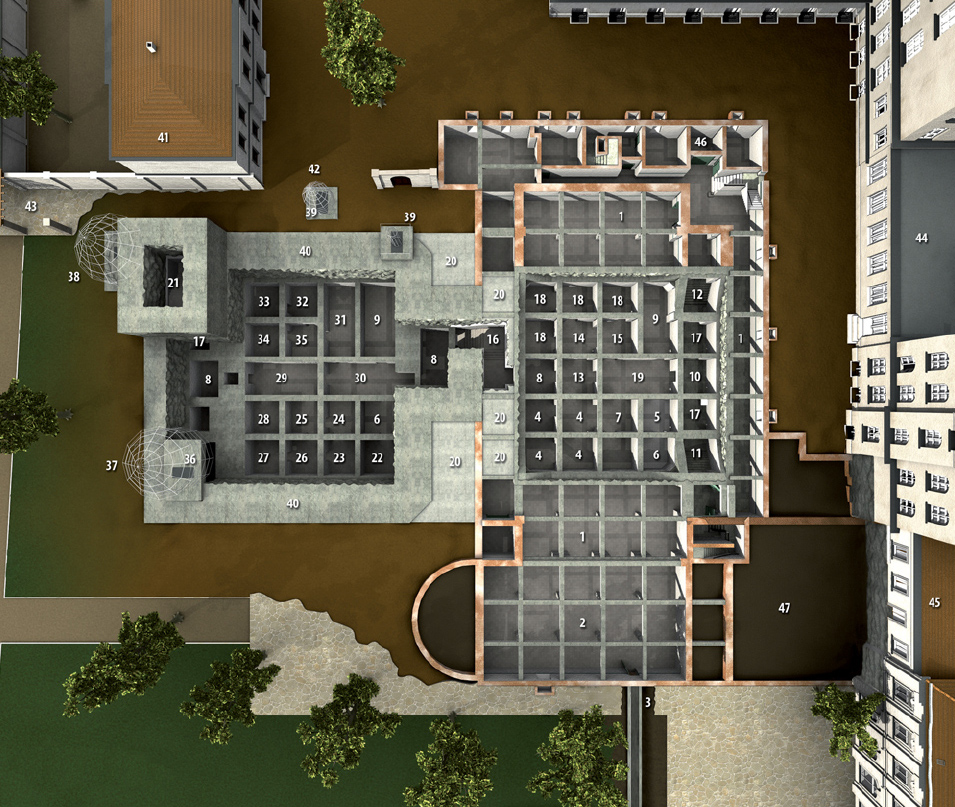
Der Führerbunker in Berlin, gebaut von Hochtief bis 1943. Hitler beging hier während des Kampfes um Berlin 1945 Selbstmord.
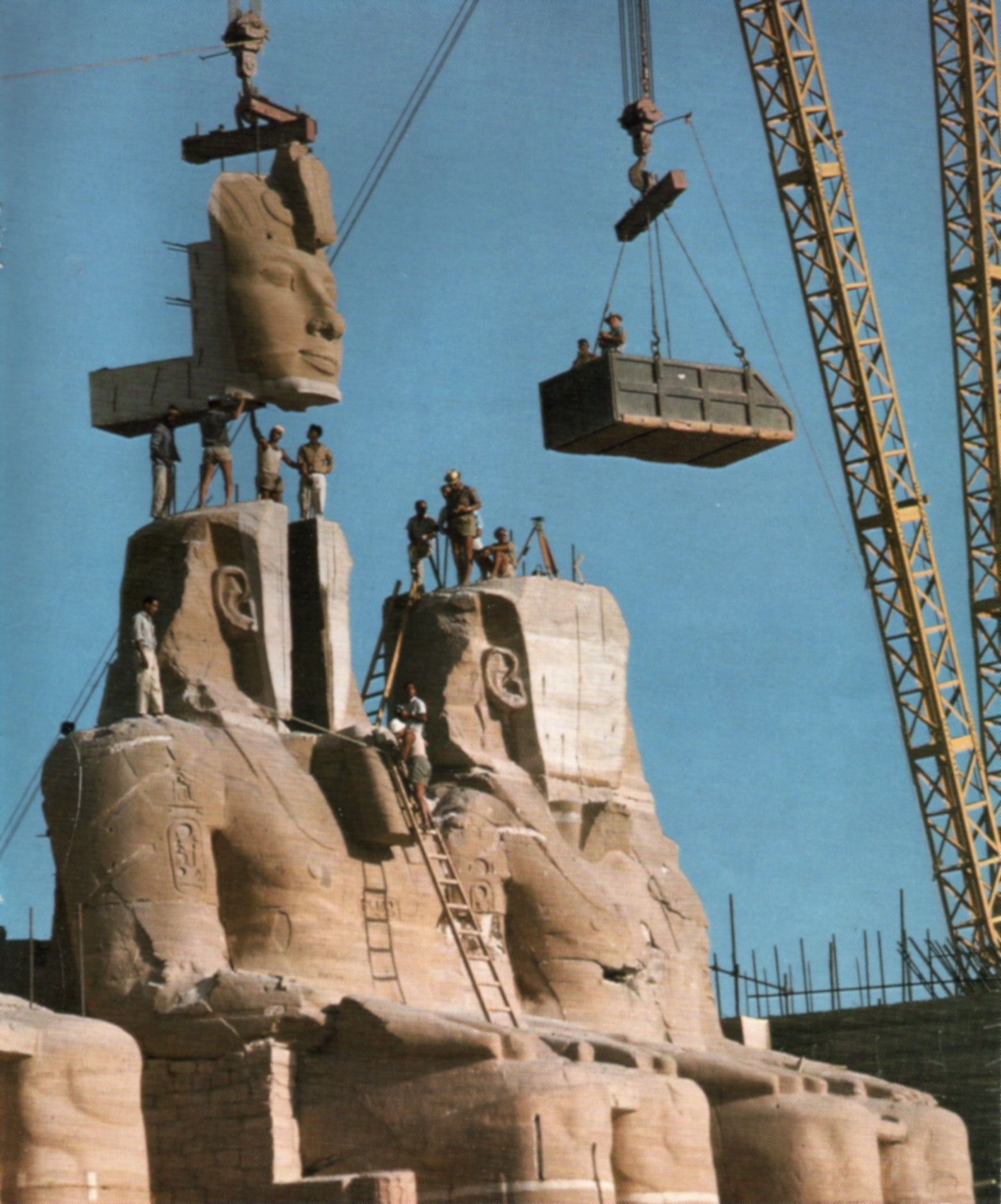
Verlegung der Tempel von Abu Simbel 1963–1968
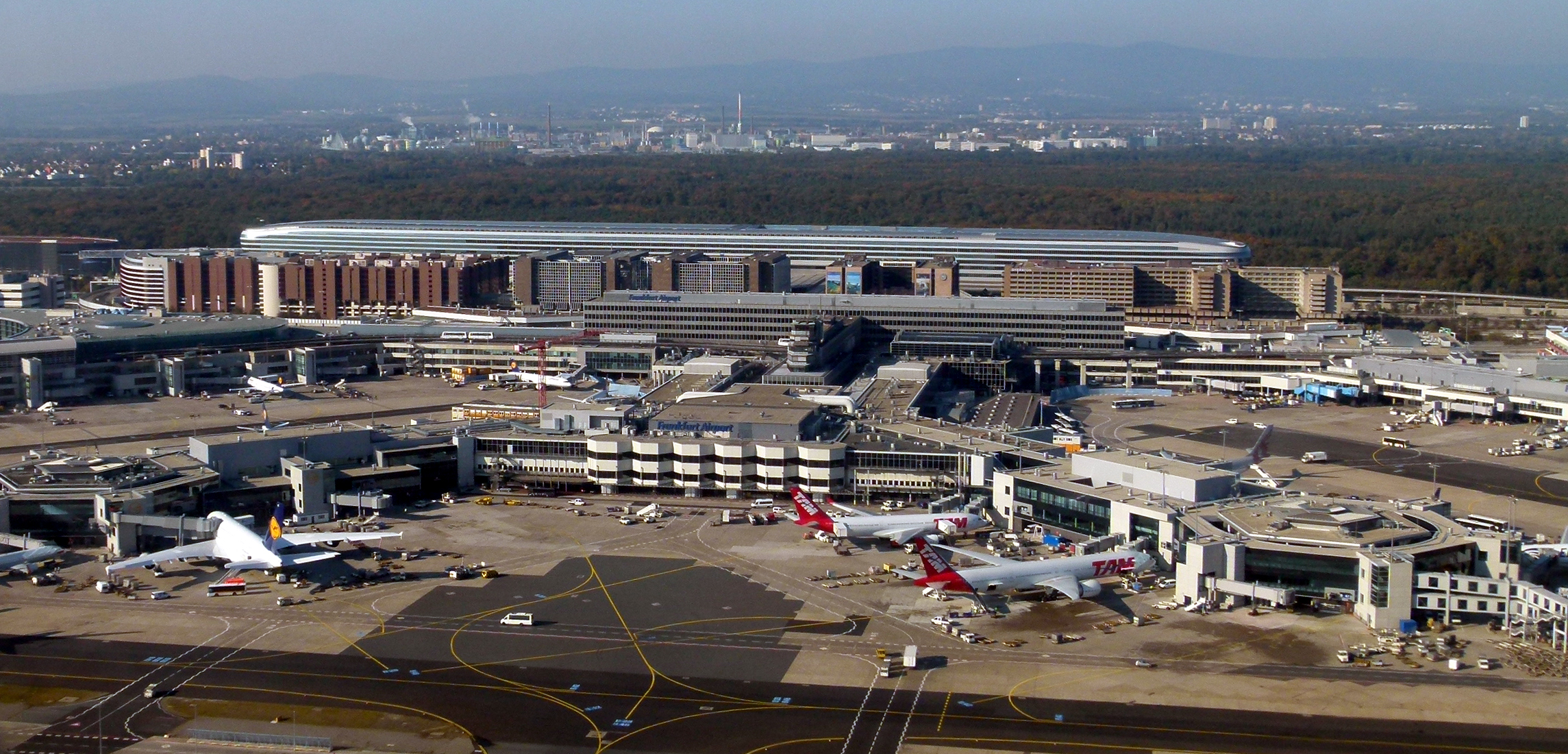
Flughafen Frankfurt
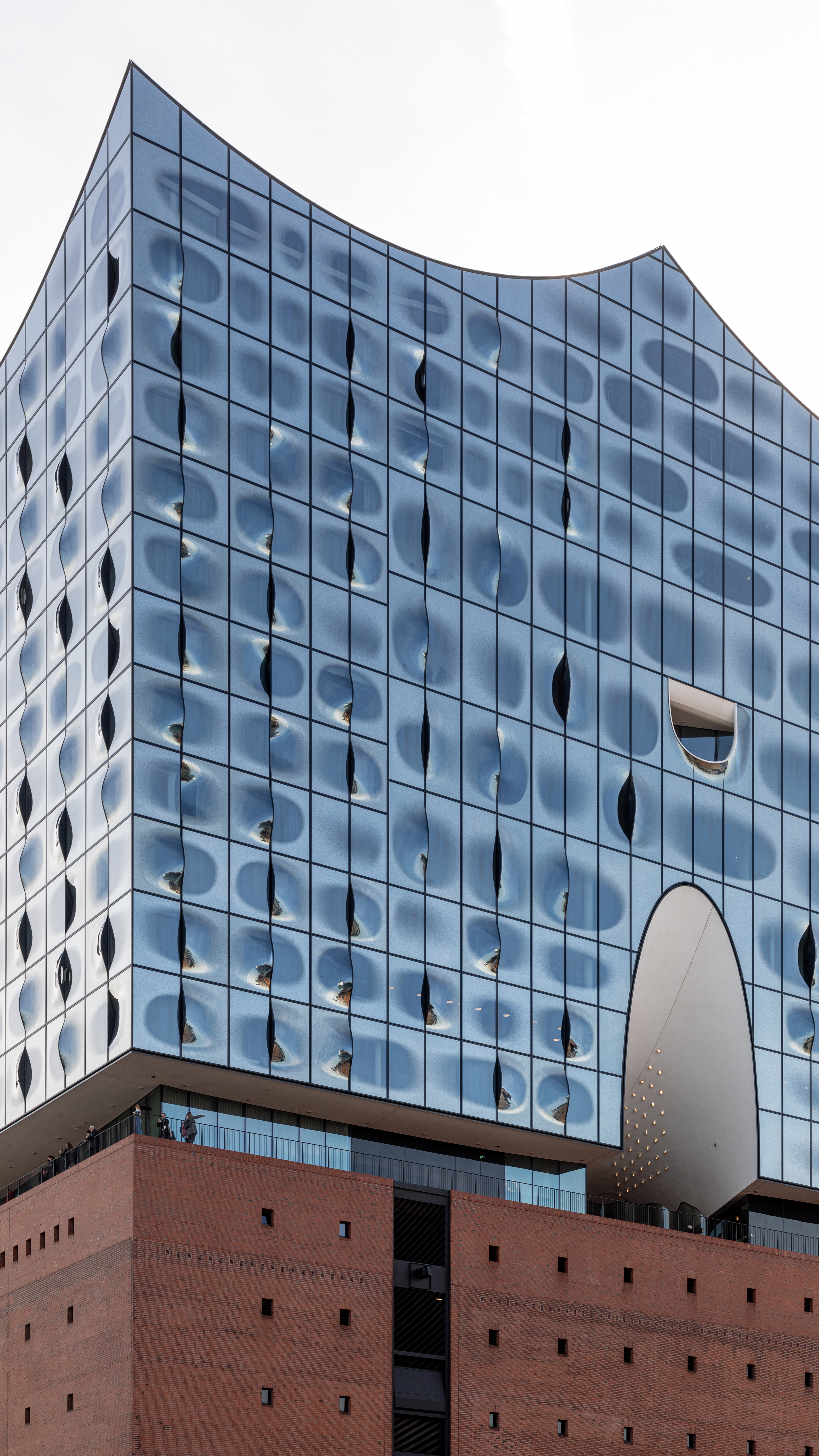
Elbphilharmonie in Hamburg

| Baubeginn | Fertigstellung     | Name                                                                           | Ort                                   | Land                         |
| --------- | ------------------ | ------------------------------------------------------------------------------ | ------------------------------------- | ---------------------------- |
| 1878      | 1879               | Universität Gießen                                                             | Gießen                                | Deutschland                  |
| 1896      | 1897               | Rosentalviadukt                                                                | Friedberg                             | Deutschland                  |
| 1927      | 1932               | Zeche Zollverein, Schacht Albert Vögler                                        | Essen                                 | Deutschland                  |
| 1927      | 1928               | Predigtstuhlbahn                                                               | Bad Reichenhall                       | Deutschland                  |
| 1928      | 1929               | Echelsbacher Brücke                                                            | zwischen Rottenbuch und Bayersoien    | Deutschland                  |
| 1929      | 1931               | Schluchseedamm                                                                 | Schluchsee                            | Deutschland                  |
| 1930      | 1934               | Albert-Kanal                                                                   |                                       | Belgien                      |
| 1938      | 1945               | Beteiligungen in der NS-Zeit: Westwall                                         | St. Wendel (Bauabschnitt)             | Deutschland                  |
| 1938      | 1945               | Beteiligungen in der NS-Zeit: Atlantikwall                                     | Fauske-Harvik (Bauabschnitt)          | Norwegen                     |
| 1938      | 1945               | Beteiligungen in der NS-Zeit: Berghof                                          | Obersalzberg                          | Deutschland                  |
| 1938      | 1945               | Beteiligungen in der NS-Zeit: Wolfsschanze                                     | Gierłoż (Kętrzyn)                     | Polen                        |
| 1938      | 1945               | Beteiligungen in der NS-Zeit: Führerbunker                                     | Berlin                                | Deutschland                  |
| 1938      | 1945               | Beteiligungen in der NS-Zeit: Seebad Prora                                     | Binz                                  | Deutschland                  |
| 1946      | 1949               | Universitätsklinikum Bonn                                                      | Bonn                                  | Deutschland                  |
| 1952      | 1956               | Sariyar-Talsperre                                                              |                                       | Türkei                       |
| 1954      | 1964               | Pumpspeicherwerk Vianden                                                       | Vianden                               | Luxemburg                    |
| 1958      | 1960               | Kernforschungsanlage Jülich                                                    | Jülich                                | Deutschland                  |
| 1961      | 1963               | Hilton Hotel Athen                                                             | Athen                                 | Griechenland                 |
| 1963      | 1968               | Verlegung der Tempel von Abu Simbel                                            | Abu Simbel                            | Ägypten                      |
| 1968      | 1972               | Flughafen Frankfurt Main                                                       | Frankfurt am Main                     | Deutschland                  |
| 1969      | 1975               | Neuer Elbtunnel                                                                | Hamburg                               | Deutschland                  |
| 1970      | 1973               | Bosporus-Brücke                                                                | Istanbul                              | Türkei                       |
| 1974      | 1981               | King Abdulaziz International Airport                                           | Dschidda                              | Saudi-Arabien                |
| 1983      | 1988               | Aalto-Theater                                                                  | Essen                                 | Deutschland                  |
| 1988      | 1991               | Messeturm                                                                      | Frankfurt am Main                     | Deutschland                  |
| 1990      | 1992               | Frédéric-Chopin-Flughafen (Terminal 1)                                         | Warschau                              | Polen                        |
| 1994      | 1996               | Commerzbank Tower                                                              | Frankfurt am Main                     | Deutschland                  |
| 1996      | 2000               | Flughafen Athen-Eleftherios Venizelos                                          | Athen                                 | Griechenland                 |
| 1996      | 2000               | Öresundbrücke                                                                  | Kopenhagen/Malmö                      | Dänemark/Schweden            |
| 1998      | 2000               | Meisterhaus Kandinsky-Klee                                                     | Dessau                                | Deutschland                  |
| 2001      | 2016               | Gotthard-Basistunnel                                                           | Erstfeld/Bodio                        | Schweiz                      |
| 2002      | 2006               | Tiefseehafen Ngqura                                                            | Port Elizabeth                        | Südafrika                    |
| 2004      | 2006               | WestendDuo                                                                     | Frankfurt am Main                     | Deutschland                  |
| 2004      | 2010               | Projektplanung für den Burj Khalifa                                            | Dubai                                 | Vereinigte Arabische Emirate |
| 2005      | 2008               | Dniprostadion                                                                  | Dnipropetrowsk                        | Ukraine                      |
| 2005      | 2007               | Containerterminal Danzig                                                       | Danzig                                | Polen                        |
| 2006      | 2008               | Kranhaus Mitte                                                                 | Köln                                  | Deutschland                  |
| 2007      | 2016               | Elbphilharmonie                                                                | Hamburg                               | Deutschland                  |
| 2007      | 2012               | U-Bahn-Linie U4                                                                | Hamburg-HafenCity                     | Deutschland                  |
| 2007      | 2009               | Unilever-Haus (HafenCity)                                                      | Hamburg                               | Deutschland                  |
| 2007      | 2011               | Kaiserschleuse                                                                 | Bremerhaven                           | Deutschland                  |
| 2008      | 2009               | Modernisierung der Fürst-Wrede-Kaserne                                         | München                               | Deutschland                  |
| 2008      | 2010               | Hafenspitze Düsseldorf                                                         | Düsseldorf                            | Deutschland                  |
| 2008      | 2010               | Bundesautobahn A4                                                              | Eisenach/Waltershausen                | Deutschland                  |
| 2009      | 2011               | Lake Champlain Bridge                                                          | Crown Point (New York), Chimney Point | USA                          |
| 2009      | 2012               | Bahnhof Berlin Ostkreuz                                                        | Berlin                                | Deutschland                  |
| 2010      | 2012               | Lanxess Tower (während des Umbaus lief das Gebäude unter dem Namen maxCologne) | Köln                                  | Deutschland                  |
| 2011      | 2015               | Bundesautobahn A8                                                              | Ulm/Augsburg                          | Deutschland                  |
| 2011      | 2017               | Queensferry Crossing                                                           | South Queensferry – North Queensferry | Schottland                   |
| 2012      | 2015               | Global Tech I (Offshore-Windpark)                                              | AWZ in der Nordsee                    | Deutschland                  |
| 2013      | 2016               | 177 Pacific Highway                                                            | Sydney                                | Australien                   |
| 2013      | 2020               | Berliner Stadtschloss/Humboldtforum                                            | Berlin                                | Deutschland                  |
| 2014      |                    | Expansion des Flughafens Riad                                                  | Riad                                  | Saudi-Arabien                |
| 2015      | 2017 (1. Bauphase) | Autobahnring WestConnex                                                        | Sydney                                | Australien                   |
| 2016      | 2020               | SoFi Stadium                                                                   | Los Angeles                           | Vereinigte Staaten           |
| 2017      | 2017               | Kidston Solarpark                                                              | Queensland                            | Australien                   |
| 2017      | 2018               | Uber-Platz                                                                     | Berlin-Friedrichshain                 | Deutschland                  |
| 2017      | 2020               | Sanierung der Staatsoper Prag                                                  | Prag                                  | Tschechien                   |
| 2019      |                    | The Spiral                                                                     | New York City                         | Vereinigte Staaten           |
| 2019      | 2019 (1. Bauphase) | Sydney Metro: Pitt Street Station                                              | Sydney                                | Australien                   |
| 2019      |                    | Schwelmetalbrücke Autobahn A1                                                  | Wuppertal                             | Deutschland                  |
| 2020      |                    | Rheinbrücke Neuenkamp                                                          | Duisburg                              | Deutschland                  |
| 2021      |                    | A7 Lärmschutztunnel Altona A7                                                  | Hamburg                               | Deutschland                  |
| 2021      |                    | Wiener U-Bahn-Netz                                                             | Wien                                  | Österreich                   |
| 2021      | 2024               | A1 Rheinbrücke Leverkusen                                                      | Leverkusen                            | Deutschland                  |
| 2021      |                    | Rotterdamer Hafen                                                              | Rotterdam                             | Niederlande                  |
| 2021      |                    | Metro in Prag                                                                  | Prag                                  | Tschechien                   |

## Nachhaltigkeit
Hochtief veröffentlichte 2022 seinen Nachhaltigkeitsplan 2025, wonach die Geschäftstätigkeit des Konzerns bis 2045 klimaneutral sein soll. Zudem ist der Konzern im Dow Jones Sustainability Index von S&P Global gelistet.